# Gens Pomponia

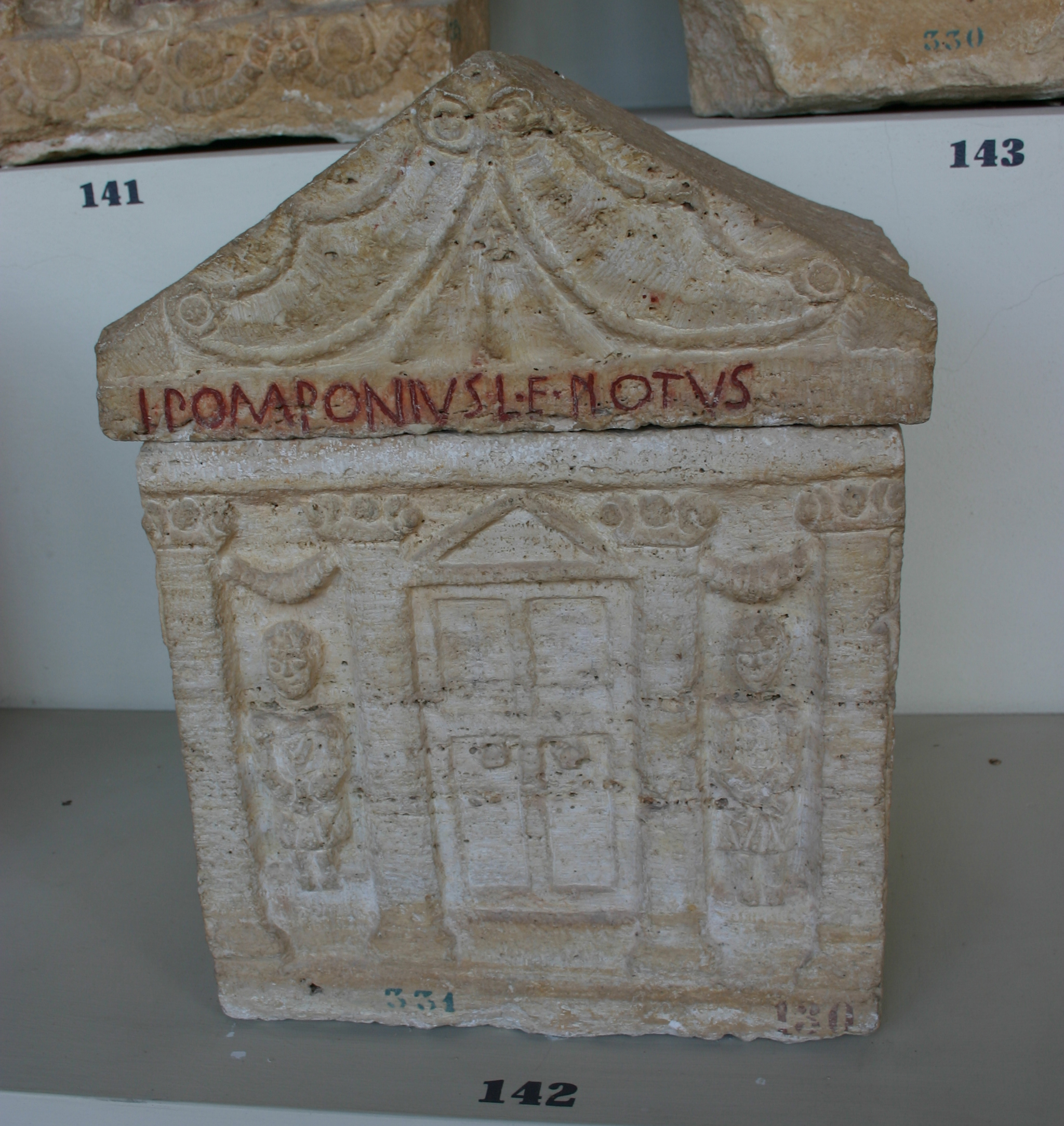
Urna etrusca que contiene las cenizas de Pomponio Noto

La gens Pomponia fue una familia de plebeyos de la Antigua Roma durante el periodo de la República y a tiempo imperial. El primero de la gens que alcanzó importancia fue Marco Pomponio, tribuno de la plebe en 449 a. C.; el primero que obtuvo el consulado fue Manio Pomponio Matón en 233 a. C..

## Origen de la gens
Hacia el fin de la República, los Pomponii reclamaron su descendencia de Pompo, uno de los hijos de Numa Pompilio, el segundo rey de Roma, cuya imagen aparece en algunas de sus monedas. Al menos otras cuatro gentes hicieron reclamaciones similares; los Aemilii reclamaban descender de Mamercus; los Calpurnii, de Calpus, y los Pinarii, de Pinus, todos presuntamente hijos de Numa; los Marcii, entretanto, reclamaban descender de la hija de Numa y madre de Anco Marcio, el cuarto rey de Roma.
De esto se puede mencionar que Mamercus era de hecho un antiguo praenomen, quizás de origen sabino, como decían ser los Aemilii.  Aunque las reclamaciones eran de antigüedad similar,  había algunas variaciones entre ellas.  Algunos del Pinarii originalmente llevaban el praenomen Mamercus, a pesar de que este gens anteriormente había reclamado incluso antigüedad más grande, datando de tiempo prerromano, y Pinus no está por otra parte atestiguado como praenomen. Tampoco Calpus parece haber sido un praenomen.  La tradición que afirma que Anco Marcio era nieto de Numa, era bastante vieja. Irónicamente, la gens Pompilia, que ciertamente tenía motivos para reclamar una descendencia similar, no parece que lo haya hecho nunca.
Pompo, defendido como nombre del antepasado de los Pompilii, parece haber sido un antiguo praenomen de origen sabino. Era el equivalente sabino del praenomen Quintus, un nombre muy común. Se dice que el padre de Numa se llamaba Pompo Pompilius, y es evidente que el nomen Pompilius era un apellido patronímico basado en Pompo. Pomponius parece derivar de una forma adjetival de este nombre, y el equivalente del nombre latino Quinctilius. Así, parece probable que el antepasado de los Pomponii se llamara en realidad Pompo, aunque la reclamación de que fuera el hijo de Numa puede ser una adición posterior.
Una explicación alternativa, fechada al menos a comienzos del siglo XIX, es que el nombre puede derivar o estar conectado con una raíz etrusca, y que su forma original podría ser Pumpu o Pumpili. En su Historia de Etruria, Mrs. Hamilton Gray suponía que Pumpu habría sido la madre de Numa, adoptado como apellido según la tradición común de las culturas etrusca y sabina.

## Praenomina usados por la gens
Los Pomponii usaban una gran variedad de praenomina. Los nombres principales eran Marcus, Lucius, y Titus. Unos pocos Pomponii llevaron los praenomina Quintus, Publius, y Sextus. La ilustre familia de los Pomponios Matones favoreció Manius, y hay ejemplos individuales de Gaius y Gnaeus.

## Ramas y cognomina de la gens
En los primeros tiempos, los Pomponii no se distinguían por ningún apellido, y la única familia que adquirió importancia en tiempo de la República llevaba el apellido Matón. En monedas también encontramos los cognomina Molón, Musa, y Rufo, pero ninguno de ellos en antiguos escritores. Los demás apellidos encontrados durante la República, como Ático, eran cognomina personales. Numerosos apellidos aparecen en tiempos imperiales.

## Miembros de la gens
El rico erudito Tito Pomponio Ático perteneció a esta ilustre familia.